# آرون گراندیدیه-انکانانگ
آرون گراندیدیه-انکانانگ (فرانسوی: Aaron Grandidier-Nkanang‎؛ زادهٔ ۱۸ مهٔ ۲۰۰۰) بازیکن راگبی ۱۵ نفره نیجریه‌ای‌تبار اهل بریتانیا است.
وی همچنین در تیم ملی راگبی ۷ نفره فرانسه بازی کرده است.
وی در مسابقات کشوری و بین‌المللی در مجموع برندهٔ ۱ مدال طلا شده است.